# Kees van Wonderen
Cornelius Henricus „Kees“ van Wonderen (* 4. Januar 1969 in Bergen) ist ein niederländischer Fußballtrainer und ehemaliger -spieler. Während seiner aktiven Zeit wurde er häufig als Verteidiger eingesetzt und spielte für NEC Nijmegen, NAC Breda und Feyenoord Rotterdam. Nach Stationen in den Niederlanden war er von Oktober 2024 bis Mai 2025 Cheftrainer beim deutschen Zweitligisten FC Schalke 04.

## Karriere
Van Wonderens Karriere begann 1991 bei NEC Nijmegen. Im Juli 1994 wechselte er innerhalb der Liga zu NAC Breda; 1996 ging er zu Feyenoord Rotterdam. Mit Feyenoord wurde er 1999 niederländischer Meister sowie niederländischer Superpokalsieger und gewann 2002 das UEFA-Pokal-Finale gegen Borussia Dortmund im Heimstadion von Feyenoord, De Kuijp. 2004 beendete er seine Karriere mit 35 Jahren nach 358 Ligaspielen (davon 203 bei Feyenoord) und 37 Toren. Er war fünffacher Nationalspieler der Niederlande.

## Trainerkarriere
Nach dem Ende seiner aktiven Karriere startete er als Scout bei seinem langjährigen Verein Feyenoord Rotterdam, verließ aber nach einigen Monaten diese Position. Im Dezember 2006 wurde er Assistenzcoach neben Camiel Jager bei seinem Heimatverein VV Bennekom. Im Sommer 2008 akzeptierte er ein Angebot vom FC Twente, um dem technischen Stab, unter dem damaligen Trainer Steve McClaren, beizutreten. Nach 2 Jahren, im Sommer 2010, verließ McClaren Twente, worauf van Wonderen bekanntgab, es ruhiger angehen zu lassen, um mehr Zeit mit seiner Familie zu verbringen. Trotz allem unterzeichnete er im August 2010 einen neuen Vertrag als Assistenztrainer bei Twente. Im Oktober 2011 wurde er Assistenzmanager bei den U16- sowie U18-Teams des niederländischen Nationalteams, neben seinem Job bei Twente Enschede. Am 6. Juli 2012 entschieden Twente und van Wonderen, seinen Vertrag aufzulösen. Auf Bitten seines früheren Twente-Mitspielers Alfred Schreuder, welcher in der Zwischenzeit Cheftrainer von Twente geworden war, kehrte van Wonderen Ende Februar 2013 zum Verein zurück. Im Sommer 2015 verließ van Wonderen Twente und wurde Manager bei den U17/U18-Mannschaften der Niederlande. Zum Saisonstart 2017/18 wurde van Wonderen bei VVV Venlo Trainer-Auszubildender. Er gewann als Trainer der Niederländischen U-17-Auswahl im Jahr 2018 die Europameisterschaft mit 4:1 (0:0, 2:2, 2:2) im Elfmeterschießen gegen Italien. Von März 2018 bis Dezember 2019 war er Assistenztrainer der A-Nationalmannschaft der Niederlande unter Ronald Koeman. Am 29. Februar 2020 bestätigte Go Ahead Eagles Deventer, dass van Wonderen zur neuen Saison Cheftrainer werden soll. Nach zwei Saisons in Deventer wurde er Trainer des SC Heerenveen. Am 11. März 2024 gaben der SC Heerenveen und van Wonderen bekannt, dass die Zusammenarbeit mit Ende der Saison 2023/24 beendet werde.
Am 7. Oktober 2024 trat Kees van Wonderen die Nachfolge des Ende September nach vier Punkten aus sechs Spielen freigestellten Karel Geraerts als Trainer beim deutschen Zweitligisten FC Schalke 04 an. Er erhielt einen Vertrag bis Sommer 2026. Im April 2025 gab der Verein die vorzeitige Trennung von van Wonderen zum Saisonende bekannt. Nachdem die nächsten beiden Spiele verloren gegangen und der Vorsprung auf den Abstiegsrelegationsplatz zwei Spieltage vor Saisonende auf sechs Punkte geschrumpft war, trennte sich der Verein Anfang Mai 2025 mit sofortiger Wirkung von ihm.

## Erfolge
Als Spieler
- UEFA-Cup-Sieger: 2002 (Feyenoord Rotterdam)
- Niederländischer Meister: 1999 (Feyenoord Rotterdam)
- Niederländischer Superpokalsieger: 1999 (Feyenoord Rotterdam)

Als Trainer
- Aufstieg in die Eredivisie: 2021 (Go Ahead Eagles)
- U17-Europameister: 2018 (Niederlande)